# 中石油大連石化公司
中石油大連石化公司是中國石油天然氣股份有限公司位於大連的石化分公司，最早追溯於1933年成立的滿洲石油株式會社大連制油所，1983年劃歸中國石油化工，1998年劃歸中國石油天然氣集團。